# NGC 4226
NGC 4226 este o galaxie spirală situată în constelația Câinii de Vânătoare. A fost descoperită în 19 martie 1828 de către John Herschel. Se află la o distanță de 121,9 de megaparseci de Pământ.